# إرورايث-غاونا
بلدية إرورايث-غاونا (بالإسبانية: Iruraiz-Gauna) هي بلدية تقع في مقاطعة ألافا التابعة لإقليم الباسك شمال إسبانيا.

## الديموغرافيا
يبلغ عدد سكان بلدية إرورايث-غاونا 534 نسمة عام 2011 (وفقاً للمعهد الوطني للإحصاء الإسباني).
| 408 | 416 | 457 | 478 | 483 | 493 | 534 |